# Dicranomyia fijicola
Dicranomyia fijicola là một loài ruồi trong họ Limoniidae. Chúng phân bố ở miền Australasia.